# Zvonička v Zákřově
Zvonička v Zákřově je dřevěná zvonička, která stojí na návsi u silnice v Zákřově (části obce Tršice v okrese Olomouc). Pochází z 18. století a je kulturní památkou České republiky.

## Historie
V rozsoše sloupu zvoničky je zavěšen zvon, který je datován do roku 1791. Podle datace pod rozsochou byla zvonička postavena v roce 1878 a dále upravena v roce 1894. Zvon nese vyobrazení svatého Floriána a byl vyroben olomouckým zvonařem Antonínem Obletterem v roce 1791. V roce 1942 byl rekvírován a po ukončení druhé světové války byl v roce 1945 vrácen.

## Popis
Dřevěná zvonička svisle bedněna prkny stojí na kamenném soklu obdélného půdorysu. Sedlová střecha je krytá šindelem. V přední části střechou prochází rozsocha s kuželovou šindelovou střechou ukončenou kovovým křížkem. Celková výška rozsochy je 6,5 m. V rozsoše je zavěšený zvon. Vstup do zvoničky vede dvířky v zadní části.